# Xibalbá

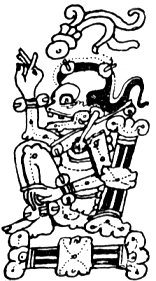
Ah Puch, o deus da morte habitante de Metnala, o nono nível de Xibalba.

Sibalbhá ou Sib'albh'a (Lugar de Terror), na mitologia maia, é o reino subterrâneo, o submundo para onde as almas vão depois da morte. O Xibalba era associado com o oeste e governado por espíritos de doenças e morte. É o perigoso inframundo habitado pelos senhores malignos da mitologia quiché maia.  Nas crenças maias o submundo era composto por no níveis com a superfície da terra, Tlalticpac, sendo o primeiro dos níveis do submundo e dos mundos superiores.
Os maias acreditavam que cada um dos deuses astronômicos possuíam manifestações no submundo. Eles assumiam formas inframundanas durante a noite.
Quando chegavam a Xibalbá, os mortos não eram julgados, como em outras culturas, mas passavam por provações e testes, como rios de sangue, fogo, frio, morcegos e leopardos.
O Xibalbá podia ser acessado através de cenotes profundos, como também através dos troncos de ceíba.  A Via Láctea também era considerada uma entrada para Xibalba

## Senhores do Xibalbá
Os governantes do Xibalbá eram Ah Puch "o fedorento", associado a decomposição (deus da morte), e sua esposa Ixtab, que reinavam sobre o inframundo, mas quem realmente comandava  eram os Ajawab, deuses de doença e morte, Hun-Camé  e Vúcub Camé, que governavam  o Conselho dos Senhores do Xibalbá. Estes governavam sobre os outros senhores, que eram: 
- Cuchumaquic e Xiquiripat - encarregados do derramamento de sangue humano.
- Ahalganá e Ahalpuh - encarregados de causar inchaço, fazer as pernas supurarem e provocar amarelidão no rosto ( doenças que os maias chamavam chuganal).
- Chamiaholom e Chamiabac  -  encarregados de causar o emagrecimento até que só sobrassem ossos.
- Ahaltocob y Ahalmez - Encarregados de causar desgraças para os homens no retorno a casa.
- Xic y Patán - Encarregados de matar os viajantes nos caminhos. [4]

Às vezes esses senhores do submuno subiam à terra para espalhar desgraças. 